# Frieden von Berlin (1850)
Der Frieden von Berlin beendete den Ersten Schleswig-Holsteinischen Krieg zwischen Preußen und Dänemark. Der Friedensvertrag wurde am 2. Juli 1850 in Berlin geschlossen. Bereits acht Tage später, am 10. Juli 1850, kam es zur Unterzeichnung des Friedensvertrages zwischen dem Deutschen Bund und Dänemark. Der Bundeskrieg gegen Dänemark war damit offiziell beendet.
Auf russischen Druck und durch britische und schwedische Vermittlung wurde am 10. Juli 1849 ein Waffenstillstand geschlossen, bei dem Preußen die Einheit Schleswig-Holsteins aufgab. Nachdem sich die Schleswig-Holsteinische Armee über die Eider zurückgezogen hatte, wurde Südschleswig von 6.000 Mann der preußischen Armee besetzt. Nordschleswig erhielt ein schwedisches Heer von 2.000 Mann. Schleswig sollte von einem dänischen und einem preußischen Beamten regiert werden. In Streitfragen übernahm Großbritannien die Rolle eines Schiedsrichters. Holstein blieb in der Verwaltung einer Statthalterschaft des Deutschen Bundes.
Ein Jahr nach Inkrafttreten des Waffenstillstandes kam es am 2. Juli 1850 in Berlin zur Unterzeichnung des Friedensvertrages. Die preußischen und schwedischen Truppen räumten Schleswig und die preußischen Offiziere zogen sich aus dem schleswig-holsteinischen Heer zurück. Die auf sich allein gestellten Schleswig-Holsteiner mussten nach kurzer Zeit wegen der dänischen Übermacht aufgeben.